# Konvent der Bürgermeister
Der Konvent der Bürgermeister für Klima und Energie (englisch Covenant of Mayors for Climate & Energy) ist eine Bewegung, im Rahmen derer sich die beteiligten Städte freiwillig zur Steigerung der Energieeffizienz und Nutzung nachhaltiger Energiequellen verpflichten. Selbst auferlegtes Ziel der Unterzeichner des Konvents ist es, die energiepolitischen Vorgaben der Europäischen Union zur Reduzierung der CO2-Emissionen um 20 % bis zum Jahr 2020 noch zu übertreffen.
Im Zuge des 2008 vorgelegten Klima- und Energiepaket 2020 der EU rief die Europäische Kommission den Konvent der Bürgermeister ins Leben, um Kommunen bei der Umsetzung einer nachhaltigen Energiepolitik zu unterstützen.
Der Konvent der Bürgermeister wurde von europäischen Institutionen als Vorzeigeprojekt der Mehrebenenpolitik gelobt, was nicht zuletzt daran liegt, dass es sich um eine beispiellose Bewegung handelt, die lokale und regionale Akteure zur Erfüllung von EU-Zielen motiviert.

## Zusammenschluss mit dem Compact of Mayors
Im Jahr 15. Oktober 2015 hat sich der Konvent der Bürgermeister (englisch Covenant of Mayors) mit der Initiative Compact of Mayors zusammengeschlossen. Der nun Globale Konvent der Bürgermeister für Klima und Energie (englisch Global Covenant of Mayors) vereint über 7000 Städte weltweit, die sich freiwillig dazu verpflichten, ihre CO2-Emissionen zu reduzieren und sich an die Folgen des Klimawandels anzupassen.

## Unterzeichner des Bürgermeisterkonvents
Alle Gebietskörperschaften, egal welcher Größe – von kleinen Gemeinden über Hauptstädte bis hin zu großen Metropolregionen – können den Konvent der Bürgermeister unterzeichnen.
Städten und Gemeinden kommt im Klimaschutz eine entscheidende Rolle zu, da sie für den Verbrauch von 75 % der in der EU erzeugten Energie und für einen ähnlichen Anteil des CO2-Ausstoßes verantwortlich sind. Kommunen sind zudem in einer guten Position, um die Verhaltensweisen der Bürger zu verändern und sich mit Klima- und Energiefragen umfassend auseinanderzusetzen, da sie z. B. in der Lage sind, zwischen öffentlichen und privaten Interessen zu vermitteln und Strategien für nachhaltige Energie in lokale Entwicklungsziele zu integrieren.
Durch die Unterzeichnung des Konvents der Bürgermeister erhalten Kommunen die Möglichkeit, die lokalen Bemühungen zur Senkung der CO2-Emissionen zu verstärken, Unterstützung und Anerkennung vonseiten der EU zu erhalten und Erfahrungen mit anderen europäischen Städten und Gemeinden auszutauschen.

## Offizielle Verpflichtungen
Die Unterzeichner des Bürgermeisterkonvents geben weit mehr ab als nur eine Absichtserklärung. Um ihre selbst gesteckten, ehrgeizigen CO2-Reduktionsziele zu erreichen, verpflichten sie sich, bestimmte Vorgaben zu befolgen und regelmäßig Berichte zur Messung der Wirksamkeit ihrer Maßnahmen einzureichen. Die Unterzeichner des Konvents verpflichten sich innerhalb eines festgelegten Zeitrahmens zur Erfüllung der folgenden Aufgaben:
- Einführen angemessener Verwaltungsstrukturen, unter anderem Bereitstellung ausreichender Personalressourcen, um die notwendigen Maßnahmen umzusetzen;
- Erstellen einer CO2-Basis-Emissionsbilanz gemäß dem GHG-Protocol-Standard für Städte (GPC);
- Einreichen eines Aktionsplans für nachhaltige Energie innerhalb eines Jahres nach ihrem offiziellen Beitritt, der konkrete Maßnahmen enthält, um bis zum Jahr 2020 eine CO2-Emissionsreduktion von mindestens 20 % zu erreichen;
- Vorlegen von Umsetzungsberichten – alle zwei Jahre nach Einreichen des Aktionsplans für nachhaltige Energie – zum Zweck der Evaluierung und Überprüfung.

Unterzeichner des Bürgermeisterkonvents müssen zudem dafür sorgen, dass lokale Interessenvertreter in die Ausarbeitung des Aktionsplans für nachhaltige Energie eingebunden sind. Aus diesem Grund verpflichten sie sich dazu:
- Ihr Wissen und Knowhow mit anderen Kommunen zu teilen;
- Lokale Energietage zu organisieren, um die Bürger für nachhaltige Entwicklung und Energieeffizienz zu sensibilisieren;
- An den alljährlichen Feierlichkeiten, thematischen Workshops und Diskussionsgruppen des Bürgermeisterkonvents teilzunehmen oder mitzuwirken;
- Den Konvent der Bürgermeister in relevanten Foren bekannt zu machen und insbesondere andere Bürgermeister darin zu bestärken, dem Bürgermeisterkonvent beizutreten.

## Aktionspläne für nachhaltige Energie
Um die ehrgeizigen energie- und klimapolitischen Ziele der Europäischen Union zu erreichen oder sogar zu übertreffen, verpflichten sich die Unterzeichner des Konvents der Bürgermeister, innerhalb eines Jahres nach ihrem Beitritt einen Aktionsplan für nachhaltige Energie (SEAP) zu erstellen. Dieser Aktionsplan muss vom Stadt- oder Gemeinderat angenommen werden und sollte sowohl die Aktivitäten und Maßnahmen beinhalten, die der jeweilige Unterzeichner zur Erfüllung seiner Verpflichtungen durchführen wird, als auch Zeitrahmen und Verantwortlichkeiten festlegen.
Praktische Unterstützung und verständliche Vorschläge hinsichtlich der Ausarbeitung des SEAPs findet man in verschiedenen technischen und methodologischen Hilfsmaterialien (z. B. dem SEAP-Leitfaden und der SEAP-Vorlage, in Berichten über bestehende Methoden und Instrumente etc.).  Diese Hilfsmaterialien gehen von den praktischen Erfahrungen verschiedener Kommunen aus und wurden in enger Zusammenarbeit mit der Gemeinsamen Forschungsstelle der Europäischen Kommission entworfen. Somit geben sie neuen Unterzeichnern des Konvents eine klare schrittweise Anleitung und eine Erklärung der wichtigsten Grundsätze an die Hand. Alle Dokumente können auf der offiziellen Webseite (www.eumayors.eu) aus der Bibliothek heruntergeladen werden.

## Koordination und Unterstützung

### Koordinatoren und Unterstützer des Konvents
Nicht immer verfügen Unterzeichner des Konvents über die benötigten Instrumente und Ressourcen zur Erstellung einer CO2-Basis-Emissionsbilanz, zur Ausarbeitung des Aktionsplans für nachhaltige Energie und zur Finanzierung der beabsichtigten Maßnahmen. Aus diesem Grund spielen Provinzen, Regionen, Netzwerke und Zweckverbände von Gemeinden eine entscheidende Rolle, wenn sie Unterzeichner dabei unterstützen können, ihre eingegangenen Verpflichtungen einzuhalten.
Bei den Koordinatoren des Konvents handelt es sich um Behörden auf verschiedenen Regierungsebenen (national, regional), die den Unterzeichnern neben Beratungsleistungen bei strategischen Fragestellungen auch finanzielle und technische Unterstützung bei der Ausarbeitung und Umsetzung ihres Aktionsplans für nachhaltige Energie anbieten. Es wird unterschieden zwischen Regionalkoordinatoren (subnationale, dezentralisierte Behörden wie Provinzen, Regionen und öffentliche Zweckverbände von Gemeinden) und Nationalkoordinatoren (staatliche öffentliche Einrichtungen wie nationale Energieagenturen und Energieministerien).
Unterstützer des Konvents sind europäische, nationale und regionale Netzwerke und Kommunalverbände, die ihre Lobby-, Kommunikations- und Netzwerkaktivitäten dazu einsetzen, den Bürgermeisterkonvent zu fördern und die Unterzeichner in ihren Verpflichtungen zu unterstützen.

### Büro des Konvents der Bürgermeister
Das Büro des Konvents der Bürgermeister (CoMO) wird von einem Zusammenschluss kommunaler und regionaler Netzwerke verwaltet. Es setzt sich aus dem RGRE, dem Klima-Bündnis (Climate Alliance), EUROCITIES und FEDARENE zusammen und wird geleitet von Energy Cities.
Das Büro wird von der Europäischen Kommission finanziert und bietet den Unterzeichnern des Konvents und Interessenvertretern Hilfe in den Bereichen Werbung, Technologie und Verwaltung an. Außerdem koordiniert und verwaltet es die Initiative.

### Institutionen der Europäischen Union
Um die Unterzeichner bei der Erarbeitung und Umsetzung ihrer Aktionspläne für nachhaltige Energie zu unterstützen, hat sich die Europäische Kommission an der Entwicklung von Finanzinstrumenten beteiligt, die speziell den Unterzeichnern des Bürgermeisterkonvents zugutekommen. So zum Beispiel die ELENA-Fazilität (European Local Energy Assistance), die zusammen mit der Europäischen Investitionsbank speziell für Großprojekte ins Leben gerufen wurde; und ELENA-KfW, die in Zusammenarbeit mit der Bankengruppe KfW eingerichtet wurde und als Ergänzung nachhaltige Investitionen für kleine und mittelgroße Kommunen mobilisiert.
Neben der Europäischen Kommission genießt der Bürgermeisterkonvent die uneingeschränkte institutionelle Unterstützung von Einrichtungen wie dem Ausschuss der Regionen, der die Initiative von Anfang an gefördert hat, dem Europaparlament, in dem die ersten beiden Unterzeichnungszeremonien stattgefunden haben; und der Europäischen Investitionsbank, die Gebietskörperschaften in Investitionsfragen berät.

### Gemeinsame Forschungsstelle
Die Gemeinsame Forschungsstelle der Europäischen Kommission ist für die technische und wissenschaftliche Unterstützung der Initiative zuständig. Sie arbeitet eng mit dem Büro des Konvents der Bürgermeister zusammen, um den Unterzeichnern klare technische Leitfäden und Vorlagen zu liefern und ihnen damit beim Erfüllen ihrer Verpflichtungen unter die Arme zu greifen und Umsetzung sowie Erfolg der Maßnahmen zu messen.

## Mitglieder
Der Konvent hat Ende November 2013 mehr als 5300 Mitglieder, die rund 170 Millionen Menschen repräsentieren. Die meisten der Mitgliedsstädte liegen in Italien (2629) und Spanien(1463), in Luxemburg nur zwei. In Deutschland sind 53, in Österreich 11 Mitgliedsstädte des Konvents beheimatet.
Neben den Gemeinden aus EU-Staaten gibt es auch Mitglieder aus europäischen Nicht-EU-Staaten wie der Schweiz, der Türkei und der Ukraine und nichteuropäische Mitgliedsgemeinden u. a. in Neuseeland, Kirgistan, Marokko, Argentinien.